# Unterseeboot UB-114
Pour les autres navires du même nom, voir Unterseeboot 114.
L'Unterseeboot UB-114 est un sous-marin (U-Boot) allemand de type UB III utilisé par la Kaiserliche Marine pendant la Première Guerre mondiale. Il fut mis en service dans la marine impériale allemande le 4 mai 1918.
L'UB-114 a été perdu lors d’essais le 13 mai 1918 dans le port de Kiel, faisant sept morts. Il reprit ensuite du service. Il se rendit aux Alliés à Harwich le 21 novembre 1918, conformément aux exigences de l’armistice avec l’Allemagne, mais fut perdu au début de 1919 lors de son remorquage vers un port français,. L’épave a été identifiée en 2013 par l’archéologue maritime Innes McCartney.

## Conception
Comme tous les sous-marins de type UB III, l'UB-114 avait un déplacement de 519 tonnes en surface et de 649 tonnes en immersion. Ses moteurs lui permettaient de naviguer à 13,3 nœuds (24,6 km/h) en surface et à 7,4 nœuds (13,7 km/h) en immersion. Il avait un rayon d'action de 7420 milles de marins (13740 km) à sa vitesse de croisière. L'UB-114 transportait 10 torpilles et était armé d’un canon de pont de 8,8 cm. L'UB-114 avait un équipage pouvant compter jusqu’à 3 officiers et 31 hommes.

## Historique des services
L'UB-114' a été construit par Blohm & Voss de Hambourg. Après un peu moins d’un an de construction, il a été lancé à Hambourg le 23 septembre 1917. Il a été mis en service au printemps de l’année suivante sous le commandement de l'Oberleutnant zur See Ernst Berlin.

## Commandants
- Oberleutnant zur See Ernst Berlin[7] : du 4 mai au 11 novembre 1918